# Czaromuszki (rejon wilejski)
Czaromuszki (biał. Чаромушкі, ros. Черёмушки) – wieś na Białorusi, w obwodzie mińskim, w rejonie wilejskim, w sielsowiecie Dołhinów.
Do 1978 roku wieś nosiła nazwę Chomutne.

## Historia
W czasach zaborów w guberni wileńskiej Imperium Rosyjskiego.
W latach 1921–1945 wieś leżała w Polsce, w województwie wileńskim, w powiecie wilejskim, w gminie Krzywicze.
Według Powszechnego Spisu Ludności z 1921 roku zamieszkiwało tu 222 osób, wszystkie były wyznania rzymskokatolickiego i zadeklarowali polską przynależność narodową. Były tu 44 budynki mieszkalny. W 1931 w 45 domach zamieszkiwało 223 osoby.
Wierni należeli do parafii prawosławnej w Krzywicze. Miejscowość podlegała pod Sąd Grodzki w Krzywiczach i Okręgowy w Wilnie; właściwy urząd pocztowy mieścił się w Krzywiczach.
W wyniku napaści ZSRR na Polskę we wrześniu 1939 miejscowość znalazła się pod okupacją sowiecką. 2 listopada została włączona do Białoruskiej SRR. Od czerwca 1941 roku pod okupacją niemiecką. W 1944 miejscowość została ponownie zajęta przez wojska sowieckie i włączona do Białoruskiej SRR.
Od 1991 w składzie niepodległej Białorusi.